# Berit Ås
Berit Ås, född Skarpaas den 10 april 1928 i Fredrikstad, Østfold, död 14 september 2024 i Asker, Akershus, var en norsk politiker (Sosialistisk Venstreparti) och tidigare professor i  socialpsykologi. Ås populariserade den norska psykologen Ingjald Nissens teori om härskarteknikerna och definierade den akademiska termen kvinnokultur.

## Akademisk karriär
Berit Ås arbetade som lärare 1953–1954, därefter som arbetspsykolog vid den kommunala arbetsförmedlingen i Oslo åren 1954–1957. Ås hade åtskilliga forskningsuppdrag fram till 1969, då hon fick ett lektorat i arbetspsykologi vid Universitetet i Oslo. Där fortsatte karriären som avslutades med en professur 1991–1994. I sin socialpsykologiska gärning sägs hon vara inspirerad av Kurt Lewin. 
Berit Ås tog på 1980-talet initiativ till Stiftelsen Kvinneuniversitetet.

### Härskarteknikerna
Berit Ås populariserade Ingjald Nissens teori om de (ursprungliga) nio härskarteknikerna och reducerade dem 1978 till fem och definierade den akademiska termen kvinnokultur. Modellen med härskarteknikerna grundar sig på hennes upplevelser av manlig hegemoni i de norska kommunstyrelserna och Stortinget under hennes tid som ledamot.

## Politisk karriär
Berit Ås är känd främst som partiledare för Sosialistisk venstreparti (SV), en post som hon innehade 1975–1976. Hon var den första kvinnliga partiledaren i Norge. Dessförinnan hade hon politiska uppdrag, först på kommunal nivå för Arbeiderpartiet som ledamot av kommunstyrelsen i Asker åren 1967–1973 (som kommunstyrelsens vice ordförande 1971-1973). Ås var en av de ledande i kvinnorörelsens kamp mot en norsk anslutning till EG 1972. 1973 tillträdde Ås som ledamot av Stortinget för SV. Efter sitt partiledarskap var hon viceordförande i SV mellan 1976 och 1979. 
År 1971 genomförde Ås tillsammans med andra kvinnor en strykningskupp där man åstadkom en kvinnlig majoritet i Askers, Oslos och Trondheims kommunledningar.

### Böcker
- Ås, Berit (1966) (på norska). Forbrukeren i det moderne samfunn: en orientering om psykologisk og sosiologisk forbrukerforskning. Scandinavian university books. Oslo. Libris 612029
- Ås, Berit; Johnson Cilla (1982). Kvinnor tillsammans: handbok i frigörelse. Stockholm: Gidlund. Libris 7591250. ISBN 91-7021-396-8
- Ås, Berit: De fem härskarteknikerna
- Lönnroth, Ami (2008). Förbannad är jag ganska ofta: samtal med Berit Ås. Stockholm: Ordfront i samarbete med Kvinnor för fred. Libris 10603557. ISBN 978-91-7037-339-8 (inb.)

### Tidningsartiklar (urval)
- Ami Lönnroth,. ”Berit behärskar teknikerna”. Ordfront magasin. Arkiverad från originalet den 28 september 2007. https://web.archive.org/web/20070928011935/http://www.ordfront.se/Ordfrontmagasin/Artiklar/Mansmaktens5tekniker.aspx.
- ”Tviler på 11. september-terror”. Vårt Land. Arkiverad från originalet den 20 november 2009. https://web.archive.org/web/20091120065547/http://www.vl.no/verden/article3296463.ece. Läst 29 april 2009.